# 海伦·克拉克 (曲棍球运动员)
海伦·克拉克（英語：Helen Clarke，1971年4月16日—），旧姓希勒（Shearer），新西兰女子曲棍球运动员。她曾代表新西兰参加1998年英联邦运动会曲棍球比赛，获得一枚铜牌。她也曾进入1992年、2000年和2004年夏季奥运会新西兰女子曲棍球队名单，其中1992年奥运会并未上场参赛。